# Andrzej Zaporowski (naukowiec)
Andrzej Zaporowski (ur. 1965) – polski etnograf, dr hab. nauk humanistycznych, profesor uczelni Wydziału Antropologii i Kulturoznawstwa Uniwersytetu im. Adama Mickiewicza w Poznaniu.

## Życiorys
26 lutego 1996 obronił pracę doktorską Kulturoznawcza interpretacja późnego Wittgensteina, 23 października 2007 habilitował się na podstawie oceny dorobku naukowego i pracy zatytułowanej Czy komunikacja międzykulturowa jest możliwa? Strategia kulturoznawcza. Objął funkcję adiunkta w Instytucie Kulturoznawstwa na Wydziale Nauk Społecznych Uniwersytetu im. Adama Mickiewicza w Poznaniu oraz profesora uczelni na Wydziale Antropologii i Kulturoznawstwa Uniwersytetu im. Adama Mickiewicza w Poznaniu, a także kierownika pracowni w Zakładzie Historii i Metodologii Nauk o Kulturze.

## Publikacje
- 1994: Relatywizm kulturowy - znikający punkt[2]
- 1997: Krótka uwaga o dyskwotacyjnym pojęciu prawdy[2]
- 2006: Czy komunikacja międzykulturowa jest możliwa? Strategia kulturoznawcza[2]
- 2012: Podmiotowo-przedmiotowe ujęcie kultury Jerzego Kmity jako przejaw monistycznej perspektywy badawczej[2]
- 2016: Kultura a praktyka badawcza[2]